# Roseanna (film, 1993)
Pour l’article homonyme, voir Roseanna (film, 1967).
Pour plus de détails, voir Fiche technique et Distribution.
Roseanna est un film policier suédois réalisé par Daniel Alfredson et sorti en 1993. 

## Synopsis
Un jeune touriste américain est assassiné à bord d'un bateau de croisière navigant vers la Suède. Le corps de la victime est découvert dans l'eau par la police, qui a du mal à déterminer la cause du décès à cause du manque d'indices. Ils y parviennent finalement à trouver une piste, et utilisent une policière comme appât vivant pour attraper le tueur.

## Fiche technique
- Titre : Roseanna
- Réalisation : Daniel Alfredson
- Scénario : Jonas Cornell d'après le roman Roseanna de Maj Sjöwall et Per Wahlöö
- Producteur : 	Hans Lönnerheden
- Photographie : Dan Myhrman
- Montage : Hélène Berlin
- Musique : Stefan Nilsson
- Genre : Policier, drame et thriller
- Durée : 94 minutes
- Dates de sortie :
  - Suède : 6 octobre 1993, 4 février 1994 (SVT1)

## Distribution
- Gösta Ekman : Martin Beck
- Kjell Bergqvist : Lennart Kollberg
- Rolf Lassgård : Gunvald Larsson
- Niklas Hjulström : Benny Skacke
- Lena Nilsson : Åsa Thorell
- Ingvar Andersson : Per Månsson
- Bernt Ström : Einar Rönn
- Torgny Anderberg : Evald Hammar
- Jacob Nordenson : Folke Bengtsson
- Anita Ekström : Inga Beck, femme de Martin Beck
- Tova Magnusson-Norling : Putte Beck, fille de Martin Beck
- Anna Helena Bergendal : Roseanna
- Donald Högberg : Karl Åke Eriksson
- Viktor Ginner : Erik Beck, fils de Martin Beck
- Agneta Ekmanner : Greta Hjelm